# Плошник, Александр Васильевич
Алекса́ндр Васи́льевич Пло́шник (21 апреля 1955, Экономическое, Крымский район, Краснодарский край, СССР) — советский футболист, нападающий, советский и российский тренер, выступал за клубы «Кубань», ростовский СКА, орджоникидзевский «Спартак». Мастер спорта СССР (1980).

## Биография

### Клубная карьера
Карьеру начал в 1976 году в «Кубани», первый мяч в составе которой забил уже во втором матче сезона в домашнем поединке против кишинёвского «Нистру», в том же сезоне стал лучшим бомбардиром клуба, а уже в следующем сезоне не только снова стал лучшим бомбардиром клуба, но и установил до сих пор не побитый рекорд «Кубани» по забитым мячам за один сезон. В следующие два сезона также являлся лучшим бомбардиром команды, а в 1979 году вместе с клубом занял 2-е место в первой лиге, тем самым завоевав право выступать в высшей лиге, в которой тоже два сезона подряд был лучшим бомбардиром «Кубани». В 1980 году, за игру на Спартакиаде народов СССР, получил звание Мастер спорта. Неоднократно приглашался в ведущие клубы СССР, однако всегда отказывался, желая играть именно за «Кубань», в которой в итоге провёл почти всю карьеру, за исключением двух сезонов, когда обстоятельства вынудили играть за другие команды. Сезон 1985 года провёл в ростовском СКА, сыграв 22 матча и забив 5 мячей, а в 1986 году выступал за «Спартак» Орджоникидзе, за который сыграл 37 матчей и забил 16 мячей. В 1987 году вернулся в родную команду, за которую играл вплоть до завершения карьеры в 1991 году, став за этот период в последний раз в карьере лучшим бомбардиром клуба в 1990 году. Свой последний мяч в официальных матчах забил 17 июня 1991 года в ворота «Нефтяника». Всего за «Кубань» Плошник провёл 381 матч в чемпионатах и первенствах СССР, в которых забил 158 мячей, благодаря чему является абсолютным рекордсменом клуба по этим показателям.

### В сборной
Приглашался в олимпийскую сборную СССР. Забил один гол в матче со сборной Тринидада и Тобаго 22 августа 1982 года.

### Последующая карьера
С 1990 по 1991 год был играющим тренером в «Кубани». В 1994 году возглавлял клуб «Колос». В 1999 году работал помощником главного тренера в «Кубани».
Позже стал директором клуба ветеранов «Кубани». В 2005 году губернатор Александр Ткачёв присвоил Плошнику звание «Заслуженный работник физкультуры и спорта Краснодарского края». В 2018 году стал президентом возрождённой болельщиками и бывшими игроками клуба команды «Кубань».

## Достижения

### Командные
«Кубань»
- 2-е место в первой лиге СССР (выход в Высшую лигу): 1979
- Чемпион РСФСР: 1987

## Рекорды
- Рекордсмен по количеству игр за «Кубань» в советский период и за всю историю клуба — 381 матч.
- Лучший бомбардир «Кубани» в советский период и за всю историю клуба — 158 мячей (+ ещё 8 в Кубке).
- Лучший бомбардир «Кубани» за один сезон в советский период и за всю историю клуба — 32 мяча в 40 матчах в сезоне 1977 года.

## Награды
- Мастер спорта СССР (1980)
- «Заслуженный работник физкультуры и спорта Краснодарского края» (2005)